# Ака-Могаммадабад
Ака-Могаммадабад (перс. آقامحمد آباد) — село в Ірані, у дегестані Газарпей-є Джонубі, у Центральному бахші, шагрестані Амоль остану Мазендеран. За даними перепису 2006 року, його населення становило 70 осіб, що проживали у складі 19 сімей.